# Alexander von Keyserling

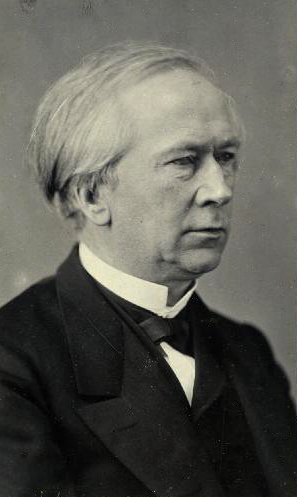
Alexander Graf Keyserling (1815–1891)

Graf Alexander Friedrich Michael Lebrecht Nikolaus Arthur (Graf) von Keyserling (* 15. Augustjul. / 27. August 1815greg. in Kabillen, Kurland; † 8. Maijul. / 20. Mai 1891greg. in Rayküll, Estland) war ein deutschbaltisch-russischer Geologe, Botaniker und Paläontologe. 

## Leben

### Herkunft und Familie
Er war das 8. Kind seiner Eltern Graf Heinrich von Keyserlingk (1775–1850), 2. Graf von Rautenburg und dessen Ehefrau Annette Freiin Nolde (1780–1851) aus dem Haus Kalleten.
Er heiratete Gräfin Zenaide von Cancrin (* 16. Juli 1821 † 11. Februar 1885), Tochter des Georg Cancrin. Das Paar hatte wenigstens einen Sohn:
- Leo (* 4. März 1849 † 9. März 1895) ⚭ Johanna Sophie Konstanze Pilar von Pilchau (* 4. November 1856 † 30. Mai 1925)

Er war der Großvater des Philosophen Hermann Graf Keyserling (1880–1946).

### Werdegang

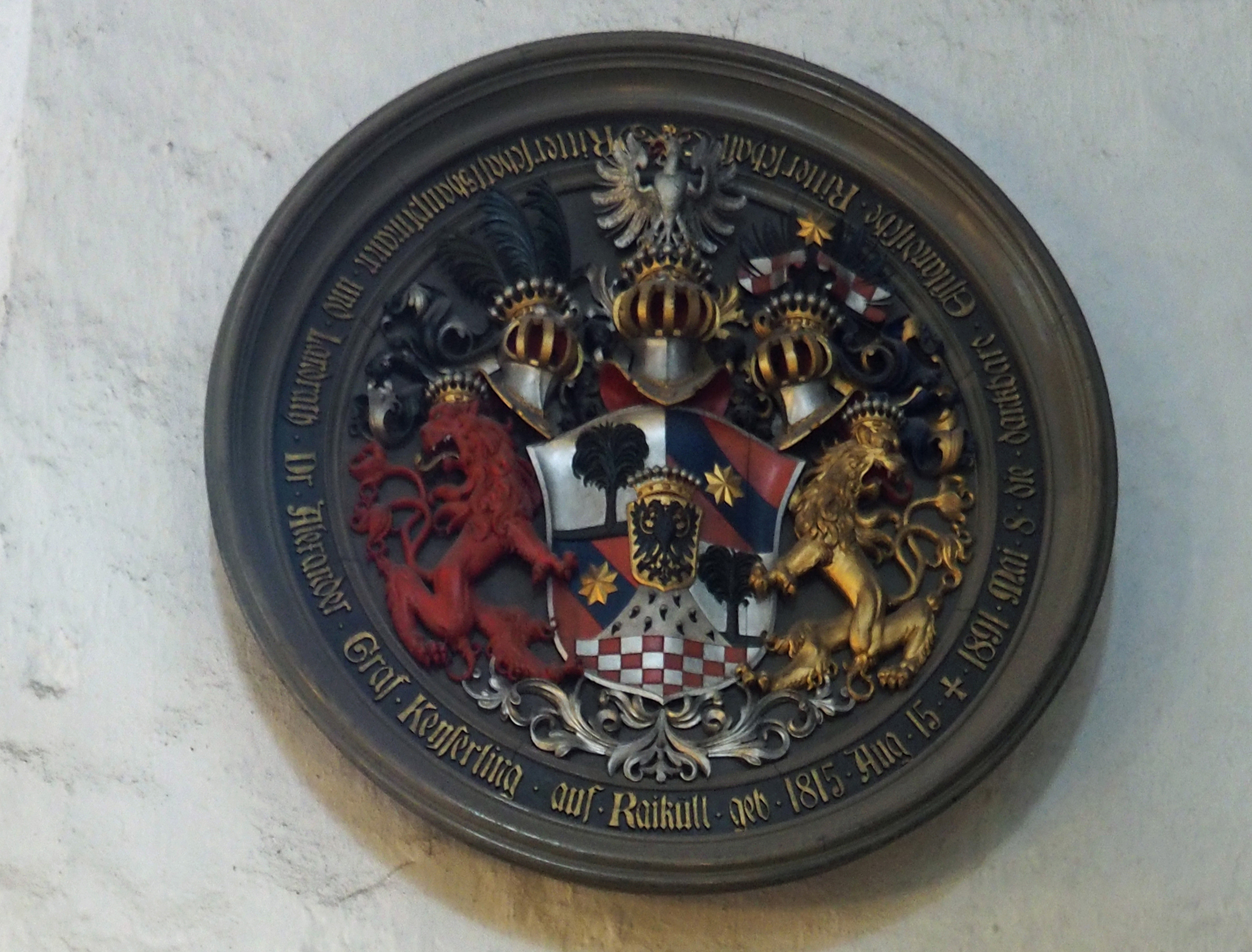
Wappen-Epitaph (Totenschild) im Tallinner Dom zu St. Marien

Während seines Studiums in Berlin lernte er den späteren Reichsgründer Otto von Bismarck und dessen Studienfreund John Lothrop Motley kennen, mit denen ihn eine lebenslange Freundschaft verband.
Durch seine im Auftrag des Kaisers Nikolaus I. durchgeführten Expeditionen durch Russland mit geologischen, paläontologischen, botanischen, zoologischen und kartographischen Studien gilt er als Mitbegründer der russischen Geologie.
1847 beendete er seine wissenschaftliche Karriere und zog sich auf das Gut Rayküll zurück, das er als Mitgift durch seine Heirat mit der Tochter des russischen Finanzministers Georg Cancrin erworben hatte. Er übte verschiedene Ämter aus, u. a. als Ritterschaftshauptmann (1857–1863) und Kurator der Kaiserlichen Universität Dorpat (1862–1869).
1847 erhielt er den Demidow-Preis und war seit 1863 Ehrenmitglied der Gelehrten Estnischen Gesellschaft in Dorpat. 1858 wurde er korrespondierendes und 1887 Ehrenmitglied der Russischen Akademie der Wissenschaften in St. Petersburg.

## Schriften (Auswahl)
- mit Johann Heinrich Blasius: Die Wirbelthiere Europas, F. Vieweg und Sohn, Braunschweig, 1840.
- mit Paul Theodor von Krusenstern (1809–1881): Wissenschaftliche Beobachtungen auf einer Reise in das Petschora-Land, im Jahre 1843 (C. Kray, St. Petersburg, 1846).
- Fossile Mollusken. St. Petersburg 1848.
- Geologie des europäischen Rußlands und des Urals / bearb. von Gustav Leonhard. Stuttgart 1848
- Der nördliche Ural und das Küstengebirge Pai-Choi, untersucht und beschrieben von einer in den Jahren 1847, 1848 und 1850 durch die kaiserlich-russische geographische Gesellschaft ausgerüsteten Expedition…  (Buchdruckerei der kaiserlichen Akademie der Wissenschaften, St. Petersburg, 1853).
- Polypodiacea et cyatheacea herbarii bungeani (W. Engelmann, Leipzig, 1873).
- Genus Adiantum L. Recensuit Alexander Keyserling…  (Russische Akademie der Wissenschaften, St. Petersburg, 1875).
- Aus den Tagebuchblättern des Grafen Alexander Keyserling. Philosophisch-religiöse Gedanken mit einzelnen Zusätzen aus Briefen. Taube, Helene von (Hrsg.) Mit einer Lebensskizze, verfaßt von Graf Leo Keyserling. (Cotta, Stuttgart, 1894)

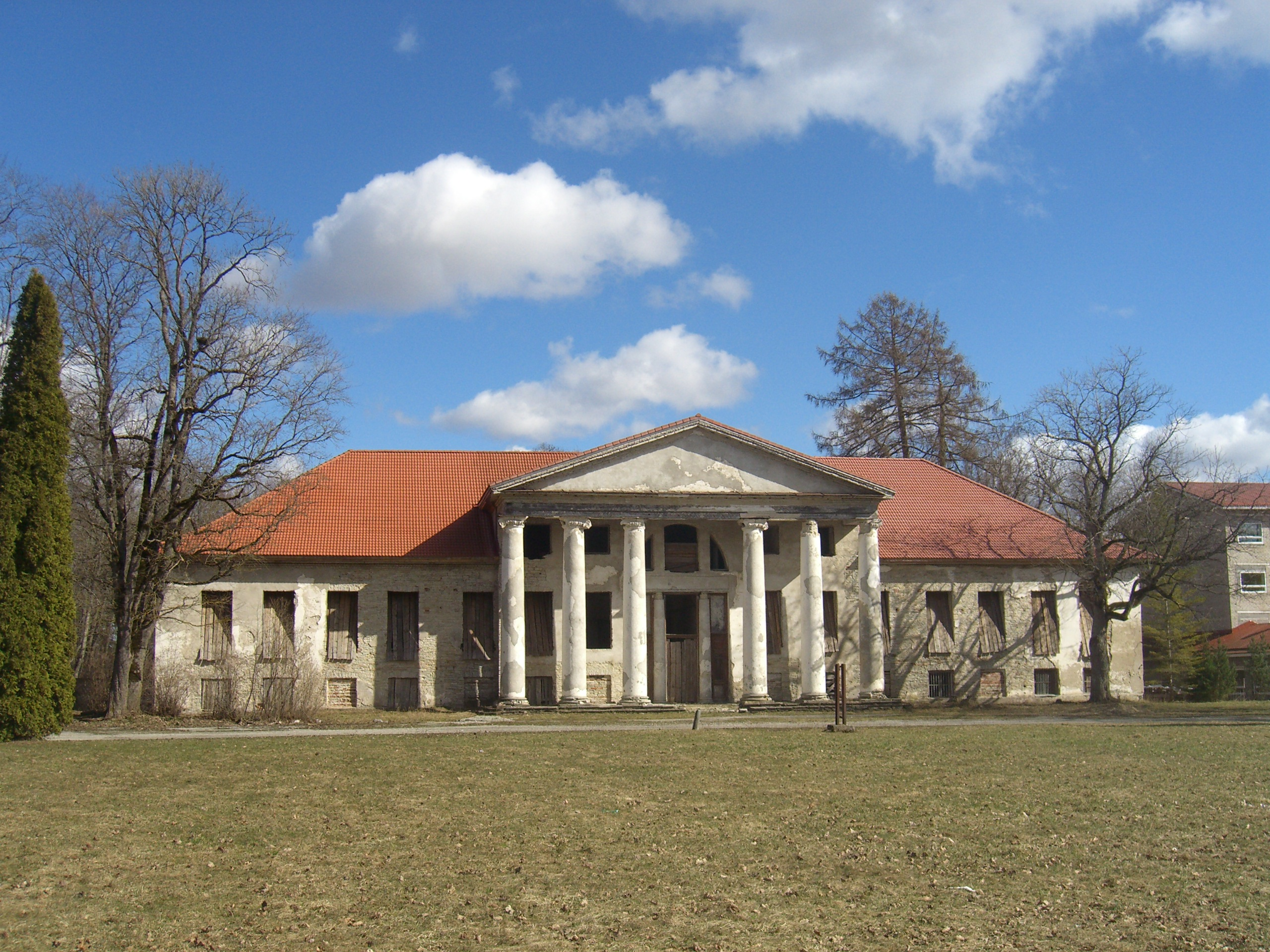
Gutshaus Rayküll